# Звончица (Дизнијев лик)
Звончица (енгл. Tinker Bell) је измишљени лик заснован на лику виле из представе Џејмса Метјуа Барија из 1904. године која је 1911. прерасла у роман за децу Петар Пан и Венди. Лик се појавио у неколико филмских и телевизијских адаптација прича о Петру Пану од којих је посебно значајан анимирани филм Волт Дизнија из 1953. године Петар Пан. Иако је представљена као споредни лик, „вила која је заједничка свима“, у току више од пола века постојања анимирана инкарнација Звончице постала је широко популарна и омиљена међу публиком, а самим тим и незванична маскота Компаније Волт Дизни, одмах поред званичне Мики Мауса. Једна је од најважнијих Дизнијевих бренд икона и опште је позната као „симбол Дизнијеве магије“. 

## О лику Звончице
У Дизнијевом цртаном филму из 1953. Звончица је представљена као вила плаве косе, са зеленом хаљиницом и белим собним папучама. Она не говори већ комуницира производећи звук звона када гестикулира што је разумљиво само онима који знају језик вила. У филму, Петар Пан вербално тумачи њену комуникацију због публике. Њена главна моћ је вилински прах који обасјава предмете и људе и покреће их да лете.
У свом карактеру зна да буде намргођена, лоше воље, размажена, осветољубива, знатижељна. Најбољи је пријатељ Петру Пану и љубоморно га чува од других људи. Као мајушна вила може да слети где год и кад год и нечујно и неприметно сазна све што Петра Пана интересује, посебно када је реч о његовим непријатељима Капетану Куки и господину Смију. Екстреми у њеној личности у причи се објашњавају чињеницом да је величина виле спречава да одједном задржи више осећања, па кад је љута нема контролу над својим понашањем и моћима.

## Дизнијеви филмови у којима се лик Звончице појављује
1. Петар Пан (1953) (енгл. Peter Pan)– амерички анимирани филм Волта Дизнија из 1953. године снимљен по роману Џејмс Метјуа Барија.
2. Петар Пан 2: Повратак у Недођију (2002) (енгл. Peter Pan 2 Return To Neverland)
3. Дизни виле (енгл. Disney Fairies) – франшиза настала 2005. године према лику Звончице која је њен централни лик
4. Звончица (2008) (енгл. Tinker Bell) – амерички анимирани филм продукције DisneyToon Studios из 2008. године. Први филм из франшизе Дизни виле. Филм је о Звончици и њеном животу пре него што је упознала Петра Пана.
5. Звончица и изгубљено благо (енгл. Tinker Bell and the Lost Treasure) (2009) - амерички анимирани филм продукције DisneyToon Studios. Друго је филм из франшизе Дизни виле.
6. Звончица и велико вилинско спасавање (енгл. Tinker Bell and the Great Fairy Rescue) (2010) - амерички компјутерски урађен анимирани филм продукције DisneyToon Studios. трећи је филм франшизе Дизни виле.
7. Звончица и тајна крила (енгл. Tinker Bell and the Secret of the Wings) (2012)  - амерички компјутерски урађен анимирани филм продукције DisneyToon Studios. Четврти је филм франшизе Дизни виле.
8. Звончица и вила гусарка (енгл. Tinker Bell and the Pirate Fairy) (2014) - амерички компјутерски урађен анимирани филм продукције DisneyToon Studios. Пети је филм франшизе Дизни виле.
9. Звончица и легенда о чудовишту из Недођије (енгл. Tinker Bell and the Legend of the NeverBeast) (2014) - амерички компјутерски урађен анимирани филм продукције DisneyToon Studios. Шести је и последњи филм франшизе Дизни виле.

## Остале екранизације
1. Петар Пан (1924) (енгл. Peter Pan) – амерички неми филм урађен према представи Петар Пан из 1904. године
2. Кука (1991) (енгл. Hook) – амерички играни филм редитеља Стивена Спилберга. Филм је наставак Баријевог романа и говори о одраслом Петру Пану који је заборавио своје детињство. Петра Пана у филму игра Робин Вилијамс, а Звончицу Џулија Робертс
3. Петар Пан (2003) (енгл. Peter Pan) – амерички фантастични филм редитеља П. Џ. Хогана заснован на представи из 1904. године и роману из 1911. године. Звончицу игра Лудивина Саниер, док Петра Пана игра Џереми Самптер
4. Недођија (2011) (енгл. Neverland)
5. Петар Пан и Венди (2022) (енгл. Peter Pan & Wendy) – амерички фантастичан филм који је предвиђен да изађе 2022. године.

## ИмеЗвончицана другим језицима
Име Звончица се у различитим језицима различито изговара, а име је сковано на основу именице "звоно" односно глагола "звонити".
- Арапски језик — تنة ورنة (Tanna we Ranna)
- Албански језик — Tringëllima
- Бенгалски језик — টিংকার বেল
- Бугарски језик — Камбанка (Kambanka)
- Грузински језик — ტინკერბელი (T’ink’erbeli)
- Грчки језик — Τίνκερ Μπελ (Tínker Bel)
- Гуџарати језик — ટીંકરબેલ (Ṭīṅkarabēla)
- Дански језик — Klokkeblomst ("Bellflower")
- Енглески језик — Tinker Bell
- Индонежански језик — Ling Kelinting (Kelinting means "little bell")
- Исландски језик — Skellibjalla
- Италијански језик —  Campanellino (in early translations), Trilli (Disney versions)
- Јапански — ティンカー ベル (Tinkā Beru)
- Јерменски језик — Թինկերբել (T’inkerbel)
- Кантонски језик — 小叮噹 (Xiǎo dīngdāng, "Little Jingle"), 奇妙仙子 (Qímiào xiānzǐ, "Wonderful Fairy")
- Каталонски језик — Campaneta
- Кинески језик —  奇妙仙子 (Qímiào xiānzǐ)
- Корејски језик — 팅커벨 (Tingkeobel)
- Летонски језик — Zvārgulīte (Little Sleigh Bell)
- Литвански језик — Auksarankė (Golden Hands)
- Мађарски језик — Giling Galang (in early translations), Csingiling (current)
- Македонски језик — Ѕвончица (Dzvončica)
- Мандарински језик(Тајван) — 奇妙仙子-叮叮
- Маратхи језик — टिंकरबेल (Ṭiṅkarabēla)
- Монголски језик — Тэнүүлч хонх ("Urchin Bell")
- Немачки језик — Glöckchen, Glitzerklang, Naseweis, Klingklang

- Непалски језик — टिंकरबेल (Ṭiṅkarabēla)
- Норвешки језик — Tingeling
- Персијски језик — بند انگشتی
- Пољски језик — Blaszany Dzwoneczek, usually shortened to Dzwoneczek ("Tin Tinker")
- Португалски језик — Sininho or Tilim-Tim (Portugal and Brazil in older dubs), Tinker Bell (Brazil)
- Румунски језик — Clopoţica
- Руски језик — Динь-Динь (Din'-Din')
- Словачки језик — Cililing
- Словеначки језик — Zvončica
- Тамилски језик — டிங்கர் பெல் (Ṭiṅkar pel)
- Тајски језик — ทิงเกอร์เบลล์ (Thingkoebeo)
- Турски језик — Çan Çiçeği (Bellflower)
- Украјински језик — Дінь-Дінь (Din'-Din')
- Фински језик — Helinä-Keiju ("Ring-a-ling Fairy")
- Француски језик — Tinn Tamm (in early translations), Clochette (current)
- Хинди језик — टिंकर बेल (Tinkar bel)
- Хебрејски — טינקרבל (Tinkerbell)
- Холандски језик — Rinkelbel and Tinkerbel (in early translations), Tinkelbel (current)
- Хрватски језик — Zvončica
- Чешки језик — Zvonilka or Zvoněnka
- Шведски језик — Tingeling
- Шпански језик — Campanilla (Spain), Campanita (Hispanic America), Tinker Bell (Latin America)